# 埃伯斯贝格县
埃伯斯贝格县（Landkreis Ebersberg）是德国巴伐利亚州的一个县，位于慕尼黑以东，隶属于上巴伐利亚行政区，首府埃伯斯贝格。

## 華語譯名
由於兩岸對於德國行政區「Landkreis」翻譯的不同，台灣稱為「埃伯斯貝格郡」；中國大陸稱為「埃伯斯贝格縣」。